# クンドゥーズ病院爆撃事件
クンドゥーズ病院爆撃事件（クンドゥーズびょういんばくげきじけん）とは、アフガニスタンで起きたクンドゥーズの戦い_(2015年)のさなか、2015年10月3日にアメリカ空軍のAC-130ガンシップがクンドゥーズ市内の国境なき医師団の病院を攻撃した事件である。この直後、22名が死亡し、30名以上が負傷、33名が行方不明のままになっている。
国境なき医師団は、すべての交戦当事者が事件前に病院の位置を知っており、空爆は意図的かつ国際人道法に反するものだと述べて、事件を非難した。アメリカ軍は当初、攻撃は地上のアメリカ軍部隊を防御するために行われたと述べていたが、後に、アフガニスタン駐留アメリカ軍司令官のジョン・F・キャンベル大将は、ターリバーンの銃火にさらされたアフガニスタン軍の要請によって行われたと述べた。
キャンベルは、攻撃は「誤り」であり、「保護された医療施設を意図的に狙うことは決してしない」と述べた。しかし国境なき医師団側はアメリカ側の事実認定について疑問を呈しており、国境なき医師団ベルギーのクリストファー・ストークス事務局長は、この攻撃が「殺害と破壊」という目的を持って行われたものであったと主張している。
アメリカおよびNATOは捜査を開始した。バラク・オバマ大統領は、2015年10月7日、攻撃を謝罪した。

## 爆撃事件

### 背景
2015年9月28日、ターリバーンは、政府軍をクンドゥーズ市外に追いやり、都市を占拠した。アフガニスタン政府軍は、アメリカ航空戦力に支援された増援部隊の到着後、都市を再掌握するべく攻撃作戦を開始した。数日の戦闘の後、アフガニスタン政府軍は、都市を奪回したと主張した。しかし、戦闘は継続しており、10月3日、米軍による空爆が病院に命中し深刻な損害を与え、医師や職員、患者を殺害した。
空爆された病院は2011年に国境なき医師団が開設した外傷センターであり、アフガニスタン北東部における唯一の外傷治療施設として、交通事故などによる一般外傷の患者や銃撃など紛争に関連した外傷の患者に対して外科治療を提供してきた。患者が紛争のどちらの陣営であるか、民間人か戦闘員であるか、といったことに関係なく治療を提供していたが、アフガニスタン政府陣営の患者とターリバーン陣営の患者の割合は戦闘の状況、病院へのアクセス状況、他の医療施設の利用の可否といった要因により変動していて、2015年9月末ごろからは病院に搬送される戦闘員の患者はターリバーン陣営が大半を占めるようになった。また、入院中の患者の中に2名タリバン陣営の上層部が含まれていることも病院は把握していた。
病院の位置は以前から周知されていたが、戦闘の激化を受けて病院は9月29日に改めてアメリカ国防総省、アフガニスタン内務省、アフガニスタン国防省、そして首都カーブルに駐留する米軍にGPS座標を電子メールで送信し病院の正確な位置を伝えていた。国境なき医師団の要員は、直近では9月29日にアメリカ軍当局者と接触し、病院の正確な位置を再確認していた。
空爆開始時点における病院内の患者は105名で、そのうち3～4人がアフガニスタン政府陣営の患者、20人ほどがターリバーン陣営の患者であった。

### 事件
国境なき医師団の報告によれば、現地時間（UTC+04:30）10月3日早朝の2時8分から3時15分の間に、クンドゥーズ病院は「一連の航空機から爆撃による襲撃」に見舞われた。ただしアメリカ側は攻撃の時間について29分間であったと主張している。攻撃の過程で病院に「数度の命中」があり、建物は「部分的に破壊された」。さらに、病院は「繰り返し、狙い撃ちされ」、国境なき医師団が空爆のさなかアメリカとアフガニスタンの当局者に連絡を取った後も続いた。国境なき医師団の報告書によると、攻撃の標的は爆撃が集中していた病院の主要病棟であったとしており、この主要病棟の位置は米軍を含む各陣営に通知されていたGPS座標の位置と一致する。この攻撃により破壊されたのは病院の集中治療室、資料室、検査室、救急処置室、レントゲン室、外来部門、カウンセリングルーム、理学療法室、手術室であった。また報告書によると、爆撃が激しかった主要病棟から逃れようとしていた人たちを追跡して銃撃した航空機を病院スタッフが目撃したという。

### 事件の反響
アメリカ軍は当初、空爆は地上にいたアメリカ軍部隊を防御するために行われたもので、「近隣の医療施設への付帯的損害があったかもしれない」としていた。アメリカ軍およびNATO軍の司令官であるジョン・F・キャンベル大将は、ターリバーンの銃火にさらされた現地のアフガニスタン軍からの要請により攻撃が行われたと述べていたのに反して、アメリカ軍のAC-130ガンシップが病院を攻撃する決断をしていたことを後に認めた、この航空火力を使用する決断が「アメリカの指揮系統においてなされた」と明言した。キャンベルは、攻撃は「誤り」であり、「保護された医療施設を意図的に狙うことは決してしない」と述べた。ホワイトハウスのジョシュ・アーネスト報道官はアメリカ軍を擁護し、アメリカ国防総省は世界中のどこの軍隊よりも「民間人死傷者を出すことを回避することに、長きに渡って重要な位置を与えてきた」と主張し、犠牲者とその家族への補償を示唆した。オバマ大統領は、攻撃は誤りでありターリバーン戦闘員を狙うことを意図したものであったと述べて、国境なき医師団のジョアンヌ・リュー（Joanne Liu）総裁に事件について謝罪した。アメリカは犠牲者の家族に弔慰金の支払いを申し出たほか、病院の再建にも協力するとした。
アフガニスタン政府内務省報道官のセディク・セディキ（Sediq Sediqi）は、10月3日に空爆があったことを確認し、「10から15人のテロリストが病院に隠れていた」と述べ、病院の勤務者が殺害されたことを認めた。アフガニスタン国防省とクンドゥーズ警察署長の代理人は、攻撃当時、ターリバーンの戦闘員が病院に紛れ込んでいたと語り、病院を人間の盾としていたと主張した。
国境なき医師団によれば、ターリバーンの戦闘員はいなかった。国境なき医師団ゼネラル・ディレクターのクリストファー・ストークスは、2015年10月4日の声明で次のように述べている。「クンドゥーズの病院に対する攻撃を正当化しようとするアフガニスタン政府当局者の最近の声明は不快である。これらの声明は、アフガニスタン軍とアメリカ軍が協力して、180人以上の職員と患者が中にいる完全に機能していた病院を、ターリバーンのメンバーがいたからといって、破壊しようとしたということを意味している。これは戦争犯罪の自白をなしている」。ストークスは言う。「大規模な軍事作戦が進行中であるとしたら、われわれのスタッフは注意を向けるだろう。そして、攻撃が行われたとき、そのようなことはなかった」。10月5日に公開された声明では次のように述べられている。「（アメリカ政府の）攻撃に関する説明は変化しつづけている。付帯的損害から悲劇的な事故、いまはアフガニスタン政府への説明責任を看過させようとする企てに。このおぞましい攻撃を正当化することなどできない」。

### 国際人道法
医療施設に対する攻撃は、たとえ施設が「人道的機能以外で使用されており、敵にとって有害な活動に関与していても」、国際人道法により禁止されている。たとえ敵戦闘員が施設をシェルターとして不適切な使用をしていたとしても、民間人死傷者を生む高い可能性があるため、「比例性の原則（rule of proportionality）」によって病院への攻撃は通常は禁じられている。人権団体ヒューマン・ライツ・ウォッチは、戦闘員によって悪用されている医療施設を攻撃する前には、戦争法規は攻撃者に警告を発し、応答のための合理的な時間の間は待機することを求めていると述べた。1949年ジュネーヴ条約第一条約第19条や第四条約第18条には病院の保護に関する規定があり、1977年第一追加議定書第12条にはより具体的な規定が置かれているが、アメリカは同議定書の当事国ではない。国際刑事裁判所(ICC)規定8条2項(b)(ix)は故意による病院への攻撃を禁じているが、アメリカはこの病院爆撃は故意ではないと主張しており、またアメリカはICC規程の当事国でもない。さらにアメリカとアフガニスタンは互いに相手国民をICCに引き渡さないことを定めた「98条協定」を締結している。

## 負傷者
負傷者のなかで、22名の死者のうち12名は国境なき医師団のスタッフで、10名は患者で、患者の中には3人の子供がいた。6名の集中治療中の患者は、病床で死亡し、埋葬された。別の死亡した患者は、スタッフが患者たちを手術台の上に置き去りにせざるを得なくなった後、死亡した。国境なき医師団の報告によれば、殺害された12人のスタッフはすべてアフガニスタン人であり、国際スタッフ・メンバーは3人とも生存した。攻撃から5日後、国境なき医師団は、スタッフと患者あわせて33名が行方不明であることを報告した。

## 病院の閉鎖
攻撃により病院は使用不能となった。すべての重態患者は別の病院に移され、国境なき医師団のスタッフはクンドゥーズを脱出した。爆撃の前、病院は当地で唯一活動中の医療施設だった。クンドゥーズ病院はまた、アフガニスタン北東部で唯一の外傷センターであり、2014年には2万2千人の患者を治療し、5900以上の病床が稼動していた。

## 捜査
NATO、アメリカ合衆国そしてアフガニスタンは、オバマ大統領の声明を踏まえて捜査を開始した。バラク・オバマは声明で「アメリカ合衆国国防総省は全面的な捜査を開始した。この悲劇をめぐる諸事情に関する決定的な審判を下す前に、捜査の結果を待ち受けている。私は…事実と状況の完全な説明を期待している」と述べた。オバマはまた「心からの哀悼の意」を表明した。
アフガニスタン駐留アメリカ軍の司令官であるジョン・F・キャンベルは「事件の全面的な調査と何が起きたのかを解明する一方で、私の思考と祈りは被害者とともにある。…いつでも、われわれは民間人を被害から守る合理的な手順を取るだろう」。米軍当局者が述べるところによれば、リチャード・キム准将が捜査を指揮し、NATO、アメリカおよびアフガン保安当局による捜査も実施される。アフガニスタン大統領アシュラフ・ガニーはクンドゥーズの戦いと空爆事件を捜査する5人の委員からなる委員会を任命した。キャンベルは、必要であればアメリカ軍は他の捜査と「協調」するであろうと述べた。
国境なき医師団は、病院に対する空爆事件に対する独立した調査を要求した。クリストファー・ストークスは「可能な限り独立かつ透明性のある捜査が必要であり、明らかになったことがらが共有されるだけでなく、完全な報告が公開されることを求めている」と述べた。ストークスはまた「紛争当事者による内輪の捜査のみを当てにするのでは全く不充分だ。…戦争犯罪が行われたという明白な推定のもと、独立した国際的な組織によって執行される事件に対する完全かつ透明性のある捜査をわれわれは求めている」。国境なき医師団は、事件に対する調査をジュネーブ諸条約の枠組みのもとで行うことを要求し、ベルンに拠点をおく国際人道調査コミッション（en）がこの捜査を引き受けたことを明らかにした。
国連難民高等弁務官のザイド・ラード・アル＝フセイン（Zeid Ra'ad Al Hussein）もまた、捜査をもとめて「この出来事は醜悪な悲劇であり、弁明の余地がなく、そして犯罪的ですらありうる。外国およびアフガニスタンの軍事計画者たちには、常に民間人を尊重し保護する責務があり、医療施設とその従事者は特別な保護の対象である」と述べた。国境なき医師団の創設者のひとりで、後にフランス外相などを歴任したベルナール・クシュネールは、かつてアフガニスタンで旧ソ連軍の空爆にさらされた経験を踏まえて、病院への攻撃は、頻発しすぎている「事故」であり、戦争犯罪であると述べ、今回の事件について独立した捜査の必要性を訴えた。
10月14日、アメリカ・NATO・アフガニスタンの捜査チーム軍が事件現場に予告なく現われ、戦車で突入し、建物を破壊した。国境なき医師団は、これを戦争犯罪の潜在的な証拠を破壊するためだと非難した。

## 報道
ジャーナリストのグレン・グリーンウォルドは、『ニューヨーク・タイムズ』とCNNを非難した。というのも、両報道機関は、当初事件がアメリカ軍の捜査対象となっていると報じたが、他のメディアと異なり、アメリカ軍自身が病院を攻撃したことに言及しなかったからである。

## 責任追及
米軍の内部調査（2015年11月）では、攻撃は「人的ミス」「航法システムの不具合」「手順の不備」が原因と結論づけられた。アフガニスタン駐留米軍司令官ジョン・F・キャンベル大将は、攻撃が「米国の指揮系統内で決定された」と認め、アフガン特殊部隊の要請に基づく誤爆だったと説明した。16人の下級兵士が停職や降格などの懲戒処分を受けたが、刑事訴追は行われなかった。米中央軍司令官ジョセフ・ボテルは、戦争犯罪での訴追はないと明言した。MSFは、病院に武装戦闘員はいなかったと反論し、意図的な攻撃として国際人道法事実調査委員会（IHFFC）の調査を要求したが、米国は拒否した。

## 医療への攻撃
クンドゥーズ病院空爆は、紛争下での医療への攻撃を象徴する事件である。国際人道法（ジュネーブ条約第1条約、第8条）では、医療施設は保護対象であり、攻撃は戦争犯罪に該当する可能性がある。この事件は、国連安全保障理事会決議2286（2016年）の採択に繋がり、医療保護の強化が求められた。しかし、責任者の処罰が進まない「不処罰の文化」は、医療への攻撃の抑止力を弱めている。アフガニスタンでは、IS-KPや民兵による医療施設への攻撃も報告されており、国際人道法の適用が課題となっている。